# Ben Hammersley

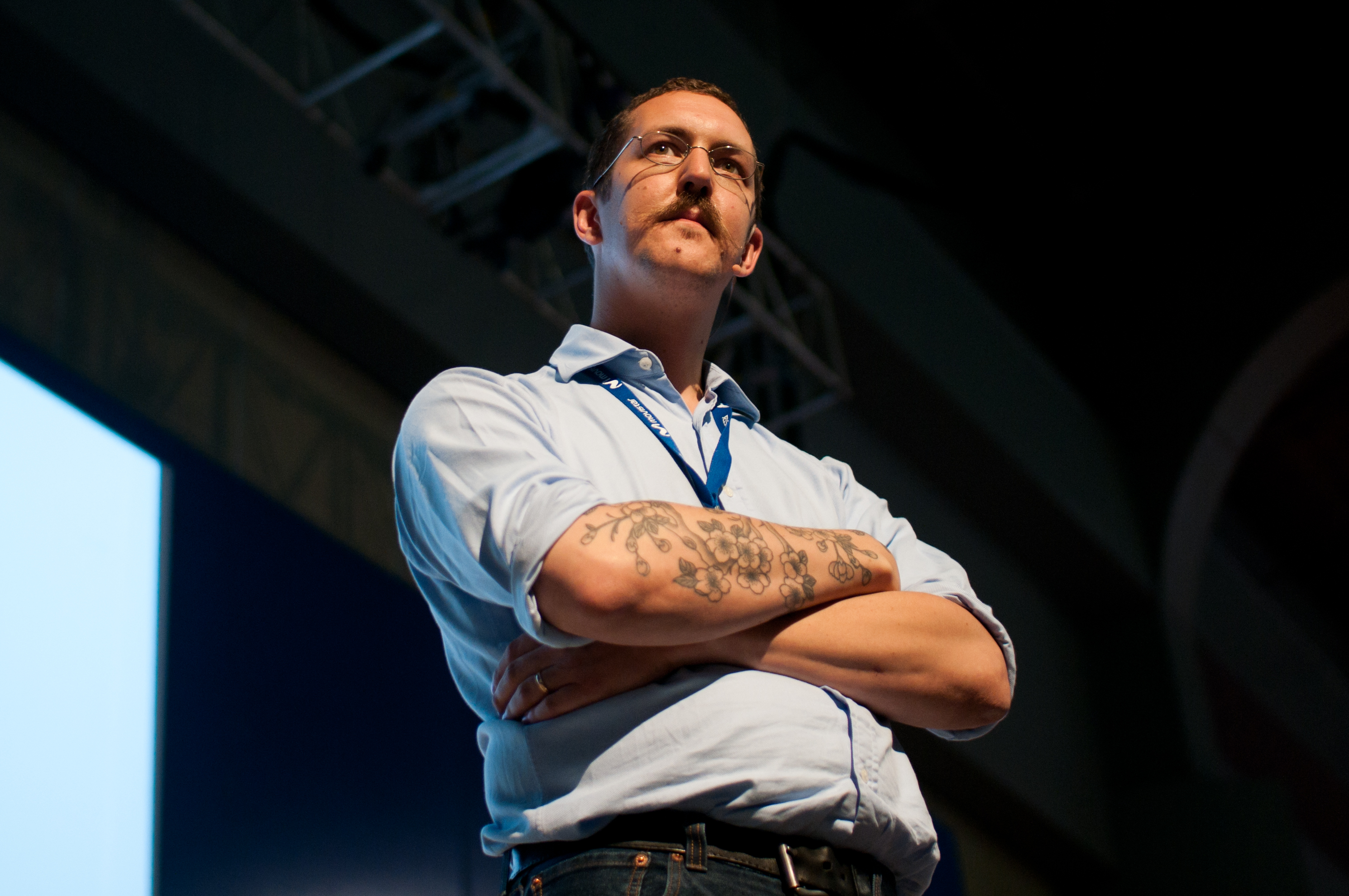
Ben Hammersley (2010)

Ben Hammersley (* 3. April 1976 in Leicester) ist ein britischer Experte für das Informationszeitalter, Autor und Journalist. Er hat sich auf die Auswirkungen des postdigitalen und Post-Internet-Zeitalters sowie auf die Anforderungen spezialisiert, die sich daraus ergeben.

## Leben
Hammersley war als erster Internetreporter für The Times tätig, wofür er in die engere Wahl für einen der Britischen Presse-Awards kam, sowie als Reporter für The Guardian und den britischen Zweig von MSN. Während seiner frühen Karriere spezialisierte sich Hammersley auf Technologie-Journalismus, berichtete aber auch oft aus Ländern wie dem Iran und Afghanistan. Im Jahr 1999 reist er verdeckt, um die birmanische Oppositionsführerin und Friedensnobelpreisträgerin Aung San Suu Kyi zu interviewen. In der Folge arbeitete er sowohl auf dem Gebiet der Kriegsberichterstattung als auch weiterhin zu technologischen Themen. Für Verlage wie O’Reilly Media schrieb er gleich mehrere Fachbücher. Ihm wird außerdem die Erfindung des Wortes „podcasting“ im Jahr 2004 zugeschrieben, aus dem sich „Podcast“ und „Podcasts“ entwickelten.
Im Jahr 2010 lancierte er The Journal of Post-Digital Geopolitics, in dem er Geopolitik, Diplomatie, Sicherheit und internationale Strategien im Informationszeitalter untersucht.
Er ist stellvertretender Chefredakteur bei der britischen Ausgabe des Magazins Wired (Condé Nast Verlag), Leiter der Abteilung „Digitale Medien“ bei SIX Creative und Direktor von Dangerous Precedent. Er arbeitet zudem als freier Reporter für die BBC und als Berater für das britische Außenministerium. Er unterrichtet und hält Vorträge auf internationaler Ebene und hat fünf Bücher herausgegeben.
Hammersley ist ein Mitglied der britischen Kultureinrichtung RSA, des Savage Clubs und des Frontline Clubs sowie des Transatlantic Network 2020. Er lebt wechselweise in London und New York.

## Werke
- Content Syndication with RSS. O’Reilly Media, 2003, ISBN 0-596-00383-8.
- Spidering Hacks. O’Reilly Media, 2004, ISBN 0-596-05777-6.
- Developing Feeds with RSS and Atom. O’Reilly Media, 2005, ISBN 0-596-00881-3.
- Hacking Gmail. John Wiley & Sons, 2005, ISBN 0-7645-9611-X.
- Hacking Movable Type. Wiley, 2005
- RSS and Atom Hacks. O’Reilly Media, 2005
- International News Reporting. Blackwell Publishing, 2008